# José Manuel Garita Herrera
José Manuel Garita Herrera (Heredia, 26 de março de 1965) - padre católico costarriquenho, bispo diocesano de Ciudad Quesada desde 2014.
Foi ordenado sacerdote em 26 de novembro de 1988 e incardinado na Arquidiocese de San José de Costa Rica. Ele foi, entre outros, vigário judicial, chanceler e tesoureiro arquidiocesano, além de educador, padre espiritual e reitor do seminário teológico nacional.
Em 15 de março de 2014, o Papa Francisco o nomeou bispo diocesano de Ciudad Quesada. Em 17 de maio de 2014, foi ordenado bispo pelo Arcebispo José Rafael Quirós Quirós. 